# Afternoon in Paris
Afternoon in Paris ist ein Jazzalbum von Anthony Ortega. Die 2005 (und 1966) in verschiedenen Studios in Los Angeles, Inverness (Kalifornien) und San Francisco entstandenen Aufnahmen erschienen am 2. April 2007 auf HatHut Records. Es war das letzte Album Anthony Ortegas, der im Oktober 2022 im Alter von 94 Jahren starb.

## Hintergrund
Der Enthusiasmus von Hatology-Records-Chef Werner X. Uehlinger für die eigenwillige Musik des ehemaligen Lionel-Hampton-Sidemans Anthony Ortega setzte sich – nach der Wiederveröffentlichung von New Dance! 1993 – mit diesem Album mit Soloaufnahmen und Saxophon-Bass-Duetten mit Kash Killion fort, die 2002 und 2005 in Kalifornien entstanden waren. Die Aufnahmen stehen weiterhin in Verbindung mit Ortegas LPs New Dance! (1967) und Permutations (1970) für das Label Revelation, die er z. T. im Duett mit dem Kontrabassisten Chuck Domanico eingespielt hatte.
Ortega spielte auf dem Album neben Klassikern von Thelonious Monk und Charlie Parker zwei Eigenkompositionen, die Bop-Blues-Nummer „Jupiter“ (mit Killion) und das melodische „Open Spaces“ (Solo). Hinzu kommen Duo-Versionen des von John Lewis verfassten Titelstücks (bei der zweiten wechselt Ortega kurz auf dem Piano, bevor er sein Spiel auf der Flöte fortsetzt) und Marvin Hamlischs Showmelodie „One“. Beim Standard „I’ll Remember April“ wechselt Killion zum Cello, während Ortega abermals Flöte spielte. Den Abschluss der CD bildet eine bisher unveröffentlichte historische Aufnahme von Parkers „Ornithology“ aus dem Jahr 1966 mit Chuck Domanico.

## Titelliste
- Anthony Ortega: Afternoon in Paris (Hat Hut Records)[3]

1. Ask Me Now (Thelonious Monk) 9:25
2. Jupiter (Anthony Ortega) 5:19
3. Blue Monk (Thelonious Monk) 4:01
4. I’ll Remember April (Gene de Paul) 8:01
5. Now’s the Time (Charlie Parker) 3:00
6. Afternoon in Paris (John Lewis) 7:30
7. One (Marvin Hamlisch) 6:07
8. Open Spaces (Anthony Ortega) 2:52
9. Ornithology (Charlie Parker) 9:01

## Rezeption
Michael G. Nastos verlieh dem Album in Allmusic vier Sterne und schrieb, Ortegas Sound, der [zum Zeitpunkt der späteren Aufnahmen] Mitte siebzig war, klinge flüssig und elastisch; Ortega kreiere breite Pinselstriche, die leicht ätzend, sehr extrovertiert und randvoll mit Ideen seien. Er sei „wie der Lee Konitz oder Jimmy Giuffre des armen Mannes, nur kurz hinter dem herben Sound von Jackie McLean“. Als Schüler von Charlie Parker – die meisten Jazz-Altsaxophonisten seiner Generation waren es – nehme sich Ortega der bekannten Parker-Nummer „Now's the Time“ an – solo – und bringe die Melodie direkt auf den Punkt. Dies sei anders, als er mit Killion sich anderen Stücke nähere und sich dafür entscheide, lange, nicht zusammenhängende improvisierte Diskurse voranzusetzen, bevor er eine Melodie anspiele. Das HatHut-Label müsse dafür gelobt werden, was es unternehme, um Ortegas Namen und seinen unverwechselbaren Sound auf dem globalen Markt zu bewahren.
Nach Ansicht von Jeff Dayton-Johnson, der das Album in All About Jazz rezensierte, sind Ortegas stilistische Ausdrucksweisen hier gut entwickelt. Einige Tracks beginnen mit einem langen, schrägen Umrunden der Melodie („Ask Me Now“, „I'll Remember April“); an anderer Stelle hupt Ortega eine schrille Deklamation des Themas („Blue Monk“, „Now's The Time“). Manchmal mache er beides im selben Track. Die spärliche Instrumentierung ermögliche es Ortega, spielerisch mit der Zeit umzugehen, das Tempo zu verlangsamen und dann zu beschleunigen, um einen ausdrucksstarken Effekt zu erzielen. Seine Herangehensweise an das Solospiel werde vielleicht an andere Spieler erinnern, sei aber wirklich vollkommen die seine. Man sei sich dennoch nie sicher, ob man es mit einem Gefolgsmann von Benny Carter, Lee Konitz, Ornette Coleman oder Anthony Braxton zu tun habe, und es falle möglicherweise schwer, Ortega auf der individuellen mentalen Jazz-Landkarte zu platzieren: Er riskiere es, durch das Raster zu fallen.